# 성복역
성복역(星福驛, Seongbok station)은 경기도 용인시 수지구 성복동에 있는 신분당선의 전철역이다. 정평천, 성복천 하저터널로 수지구청역과 연결된다. 가산천 하저터널로 상현역과 연결된다.

## 역사
- 2015년 9월 4일 : 사용개시 고시[1]
- 2016년 1월 30일 : 신분당선 연장선 개통과 함께 영업 개시

## 역 구조
승강장은 2면 2선의 곡선 상대식 승강장을 갖추고 있으며, 있으며, 완전밀폐형 스크린도어(PSD: Platform Screen Door)가 설치되어 있다. 출구는 5개이다. 곡선 반경은 800m이다.

### 승강장
| ↑ 수지구청 |
| \| 하      |
| 상현 ↓     |

| 상행 | ● 신분당선 | 판교 · 강남 · 신사 방면     |
| 하행 | ● 신분당선 | 상현 · 광교중앙 · 광교 방면 |

## 역 주변
| 나가는 곳 | 방면                                                                       |
| --------- | -------------------------------------------------------------------------- |
| 1         | 정평공원 수지초등학교 정평중학교 풍덕고등학교 한국지역난방공사             |
| 2         | 두산기술원 용인영어도서관 상현2동 행정복지센터 상현공원 용인상현우편취급국 |
| 3         | 두산기술원 용인심곡초등학교 솔개초등학교                                   |
| 4         | 절골말근린공원 매봉초등학교                                                |
| 5         | 신봉공원 신봉동행정복지센터 성복초등학교 성복중학교 홍천중학교             |

## 버스
| 성복역.데이파크(마을) |
| --------------------- |
| 1                     |
| 1-1                   |
| 16                    |
| 88A                   |
| 88C                   |

## 인접한 역
| 신분당선               | 신분당선   | 신분당선           |
| ---------------------- | ---------- | ------------------ |
| D15 수지구청 신사 방면 | ● 신분당선 | D17 상현 광교 방면 |